# Kulkówkowate
Kulkówkowate (Sphaeriidae) – rodzina słodkowodnych małży z rzędu Veneroida obejmująca około 150 gatunków o kulistych muszlach perforowanych licznymi kanałami. Są to drobne małże o rozmiarach 2–30 mm, występujące na wszystkich kontynentach. W Polsce stwierdzono występowanie 23 przedstawicieli tej rodziny.

## Nazewnictwo zwyczajowe
Przedstawiciele tej rodziny małży są w języku polskim określani nazwami groszkówkowate lub kulkowate. Zgodnie z zasadami nomenklatury zoologicznej nazwa rodziny pochodzi od nazwy typu nomenklatorycznego. Rodzajem typowym rodziny Sphaeriidae jest Sphaerium, dawniej określany polską nazwą zwyczajową gałeczka, obecnie przyjmuje się dla niego nazwę kulkówka, a dla rodziny Sphaeriidae – kulkówkowate. Natomiast zwyczajową nazwą rodzajową groszkówka określani są przedstawiciele (najliczniejszego gatunkowo w Polsce) rodzaju Pisidium.

## Systematyka
Rodzina Sphaeriidae obejmuje rodzaje: 
- Musculium
- Pisidium
- Sphaerium